# Tessaria integrifolia
Tessaria integrifolia, de nombre común sauce de Venezuela, palo bobo  o aliso del río, es una especie de la familia Asteraceae. Es un árbol de mediano porte de 5 a 9 m de altura, de copa pequeña y de follaje verde gris.
Crece desde Argentina hasta Costa Rica. Es muy común a orillas de los ríos, muy típicos del delta medio y superior del río Paraná.  Es una especie pionera, porque se propaga rápidamente y ocupa los bancos de arena, a lo largo de todo el Paraná y sus afluentes. 
Forma tanto macizos o bosques puros, y puede asociarse con el sauce criollo (Salix humboldtiana) y arbustos chilcas (Baccharis salicifolia). Donde la humedad del suelo es mayor el bosque es denso (mostrando hongos y líquenes). 

## Importancia económica y cultural

### Usos en la medicina tradicional
Tiene uso medicinal como antitusígeno, y para infecciones urinarias; en la forma de infusión de hojas y de ramas. Se beben cuatro tazas diarias. Además masticar la corteza alivia el dolor de muelas. 

## Nombre común
En Argentina:
- aliso del río[4] que es el nombre patrón propuesto por Petetín en 1984,[5] también llamada aliso,[4] "bobo",[4] büibé (guaraní),[4] pájaro bobo,[4] palo bobo.[4]